# Raphigraphe
Un raphigraphe est une machine à écrire permettant aux aveugles de correspondre avec les clairvoyants.

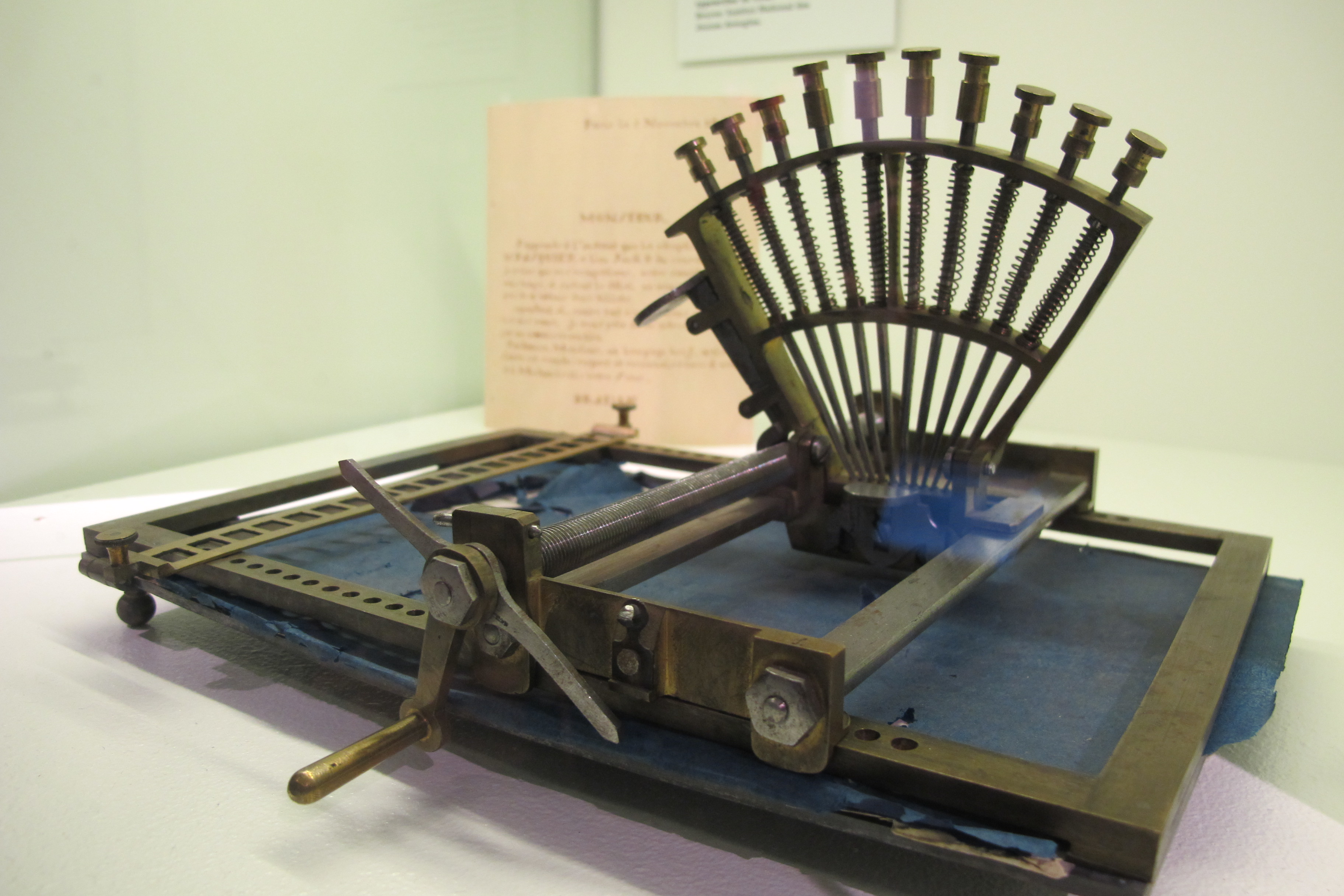
Photo d'un raphigraphe vue de 3/4 face dans un musée.

Inventée en 1841 par Pierre-François-Victor Foucault, cette machine utilise le système de l’anaglyptographie (« impression en relief » à l'usage des aveugles), ancien nom du système Braille:80 et le système d'écriture en décapoint.

## Fonctionnement
Initialement appelé  « planche à pistons » par son inventeur Pierre-François-Victor Foucault, le raphigraphe permet d'écrire à la machine l'écriture inventée par Louis Braille, dont Foucault, passionné de mécanique, était un ami. Pour cela, le raphigraphe comporte un clavier vertical avec dix touches ; à l’aide d’un papier carbone, ces touches permettent d’imprimer  une colonne de dix points. En avançant le clavier à plusieurs reprises, il est possible de former toutes les lettres, les chiffres et la ponctuation en décapoint, afin que l'écriture soit autant lisible par les voyants avec leurs yeux que par les aveugles avec leurs doigts.
Louis Braille connaissait cette machine, qu'il appréciait, et qui lui donna l'idée d'un autre raphigraphe pour permettre aux non-voyants d'écrire la musique de façon lisible par les voyants.
Relativement facile à utiliser, le raphigraphe a permis une écriture plus rapide du braille, et a de ce fait été longtemps utilisé à l'Institut national des jeunes aveugles. Cependant, il n'a pas survécu à l'invention, vers 1870, de la machine à écrire, que les aveugles ont rapidement appris à utiliser malgré l'impossibilité pour eux de se relire.

## Impact sur la société
Cette ancienne machine et son système d’anaglyptographie, ont joué un rôle particulièrement important dans les nouveaux modes de communications écrites qui ont permis aux aveugles de parvenir peu à peu, en France, à une émancipation intellectuelle et d’accéder à plus de citoyenneté:82.

## Récompense
Le raphigraphe reçoit une médaille de platine de la Société d'encouragement pour l'industrie nationale, puis est présentée à l'Exposition universelle de Londres en 1851.